# Śmierć Seneki

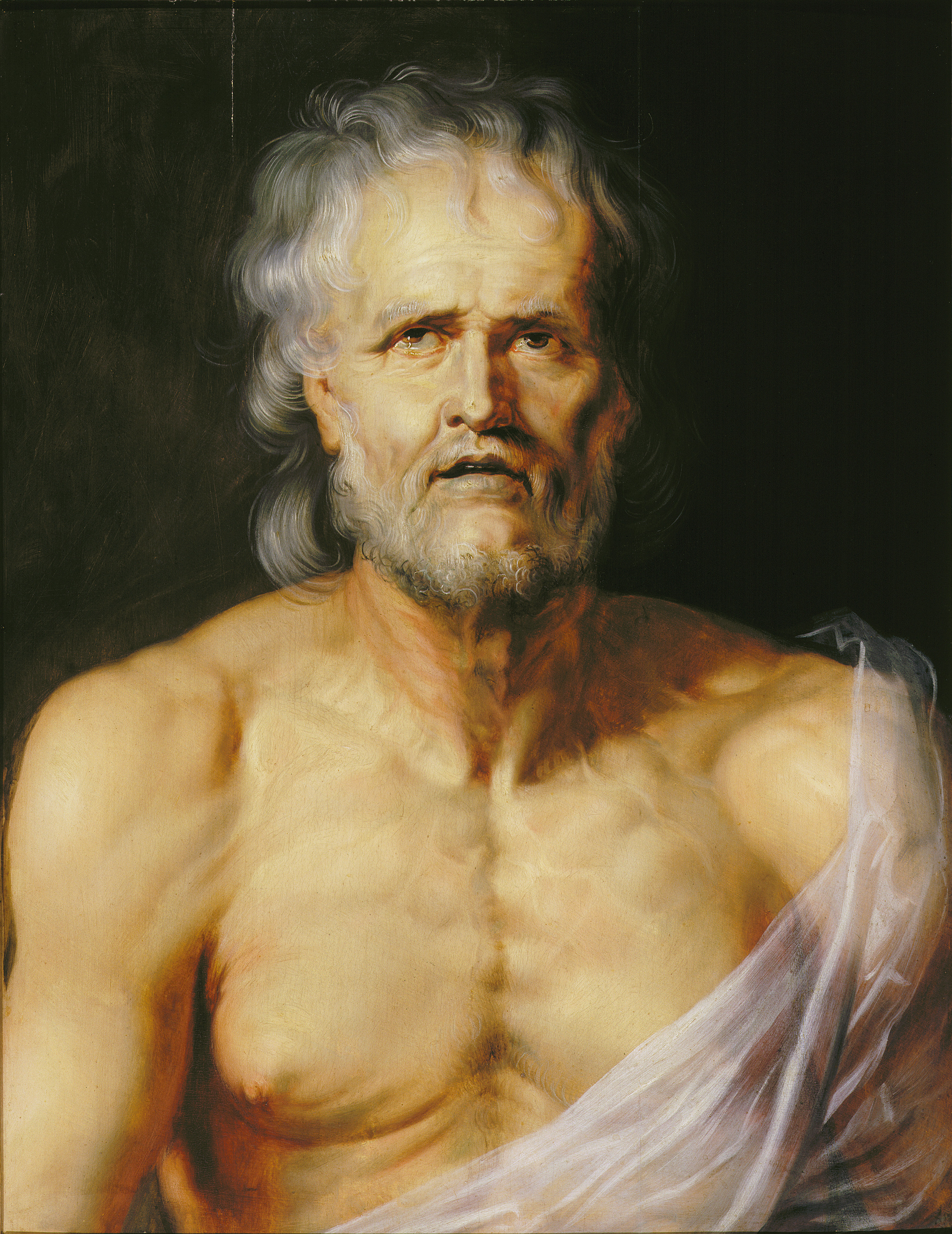
„Portret Seneki”, 1612, Museum Plantin-Moretus, Antwerpia

Śmierć Seneki (niderl. De dood van Seneca) – obraz malarza flamandzkiego Rubensa.

## Okoliczności powstania obrazu
W 1608 roku Rubens powrócił do Antwerpii z kilkuletniej podróży po Włoszech. Tam zapoznał się między innymi z dwoma antycznymi rzeźbami: popiersiem pseudo-Seneki, które kupił podczas pobytu we Włoszech oraz z posągiem znanym dzisiaj jako „afrykański rybak”, znajdującym się wówczas w kolekcji Borghese, a obecnie w kolekcji muzeum w Luwrze, w Paryżu. Na podstawie studiów tych dzieł, w 1612 roku namalował portret starożytnego filozofa Seneki. Płótno znajduje się obecnie w Museum Plantin-Moretus w Antwerpii. Dwa lata później Rubens namalował Śmierć Seneki.

## Opis obrazu
Rubens zobrazował moment, gdy Seneka dowiaduje się o oskarżeniu cesarza Nerona i jego rozkazie nakazującym jego samobójstwo. Opis śmierci filozofa został zaczerpnięty prawdopodobnie z Roczników Publiusz Korneliusz Tacyta. 

Tymczasem Seneka wobec długo trwającej zwłoki i powolnej śmierci prosi Stacjusza Anneusza, od dawna wypróbowanego w swej wierności przyjaciela i w sztuce lekarza, aby mu podał przygotowaną już przedtem truciznę, jaką traci się skazanych na mocy wyroku publicznego w Atenach. Przyniesiona wypił bez skutku, gdyż członki były już skrzepłe, a ciało nieczułe na działanie trucizny. W końcu wszedł do wanny z ciepłą wodą i pokropił nią najbliżej stojących niewolników, dodając słowa: „Libacje tę składam Jowiszowi Oswobodzicielowi” (Tacyt, „Roczniki”, 15, 63 - 64, przekład Seweryn Hammer)

Seneka jest postacią centralną, pozbawioną odzienia i stojącą w balii wypełnionej ciepłą wodą. Całe jego ciało jest skąpane w jasnym świetle. Malarz wykazał się głęboką znajomością anatomii, zwłaszcza umięśnienia starego człowieka. Po prawej stronie stoi balwierz, otwierający żyły Senece. Według relacji Tacyta balwierz, a jednocześnie jego przyjaciel Stacjusz Anneusz, sporządził dla niego truciznę. Samobójstwo według doktryny katolickiej jest uznawane za grzech śmiertelny i z tego powodu Rubens ukazał filozofa jako tego, na którym wykonano wyrok cesarza. Takie przedstawienie filozofa wynikało z podzielanych przez Rubensa poglądów neostoickiej filozofii. Z lewej strony widać żołnierzy cesarskich oraz młodego mężczyznę, skrybę. Ten ostatni w otoczeniu manuskryptów zapisuje ostatnie słowa Seneki, który do końca zachował trzeźwość umysłu i spokój ducha.

## Druga wersja z 1620
W latach 1618–1620 Rubens namalował podobną wersję Śmierci Seneki, obecnie znajdującej się w madryckiej kolekcji muzeum Prado. Jego kompozycja jest podobna do wersji z Monachium. Nie ma pewności czy Rubens jest w całości autorem płótna, a co wykonali jego uczniowie w warsztacie malarskim.